# Eichstätt (ciudad)

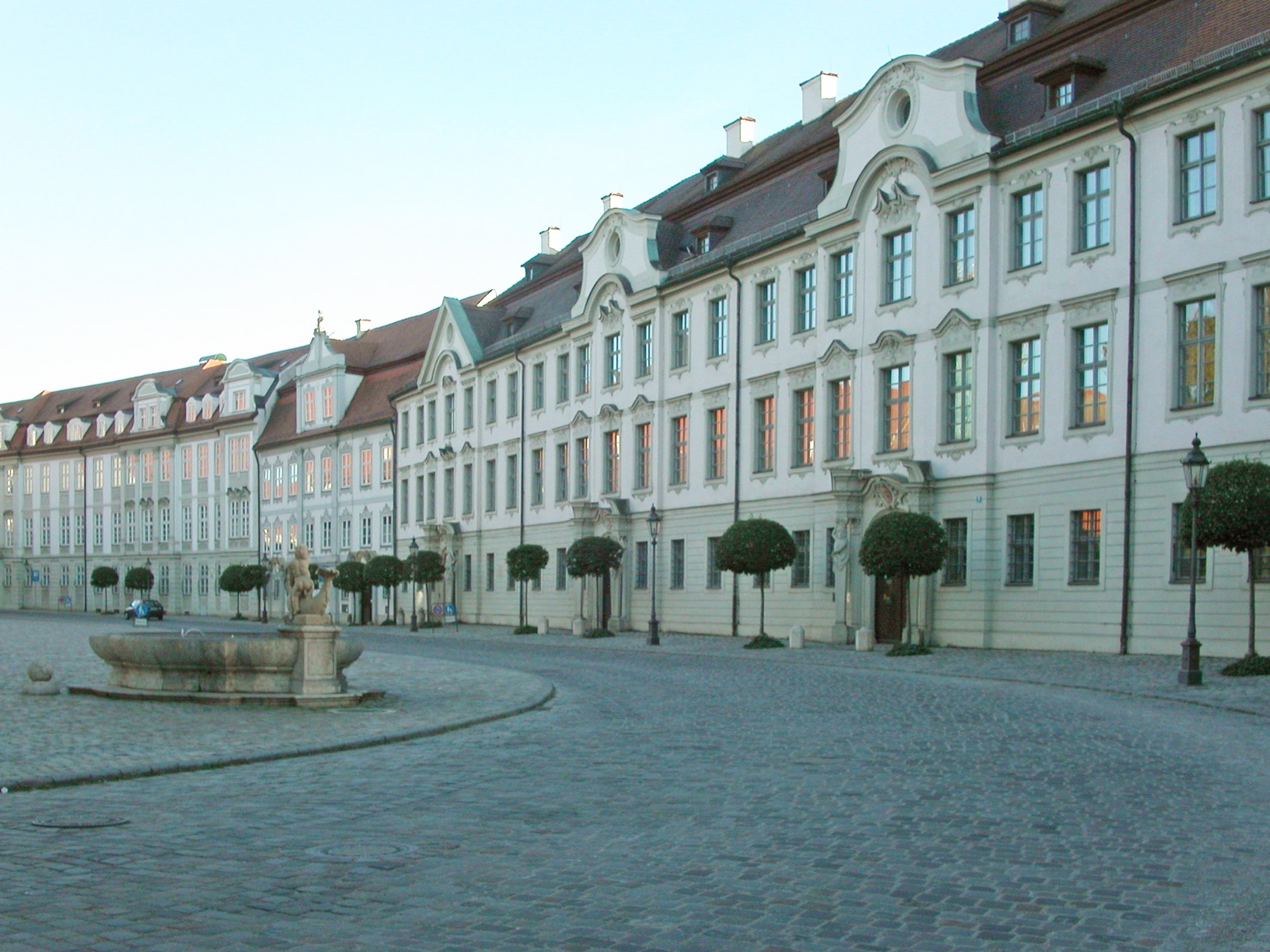
Plaza central de Eichstätt

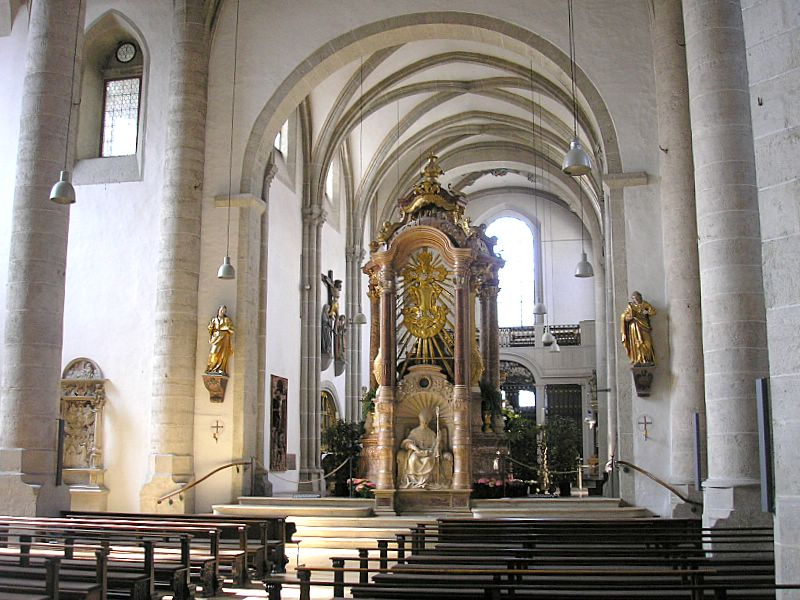
Interiores de la Catedral de Eichstätt

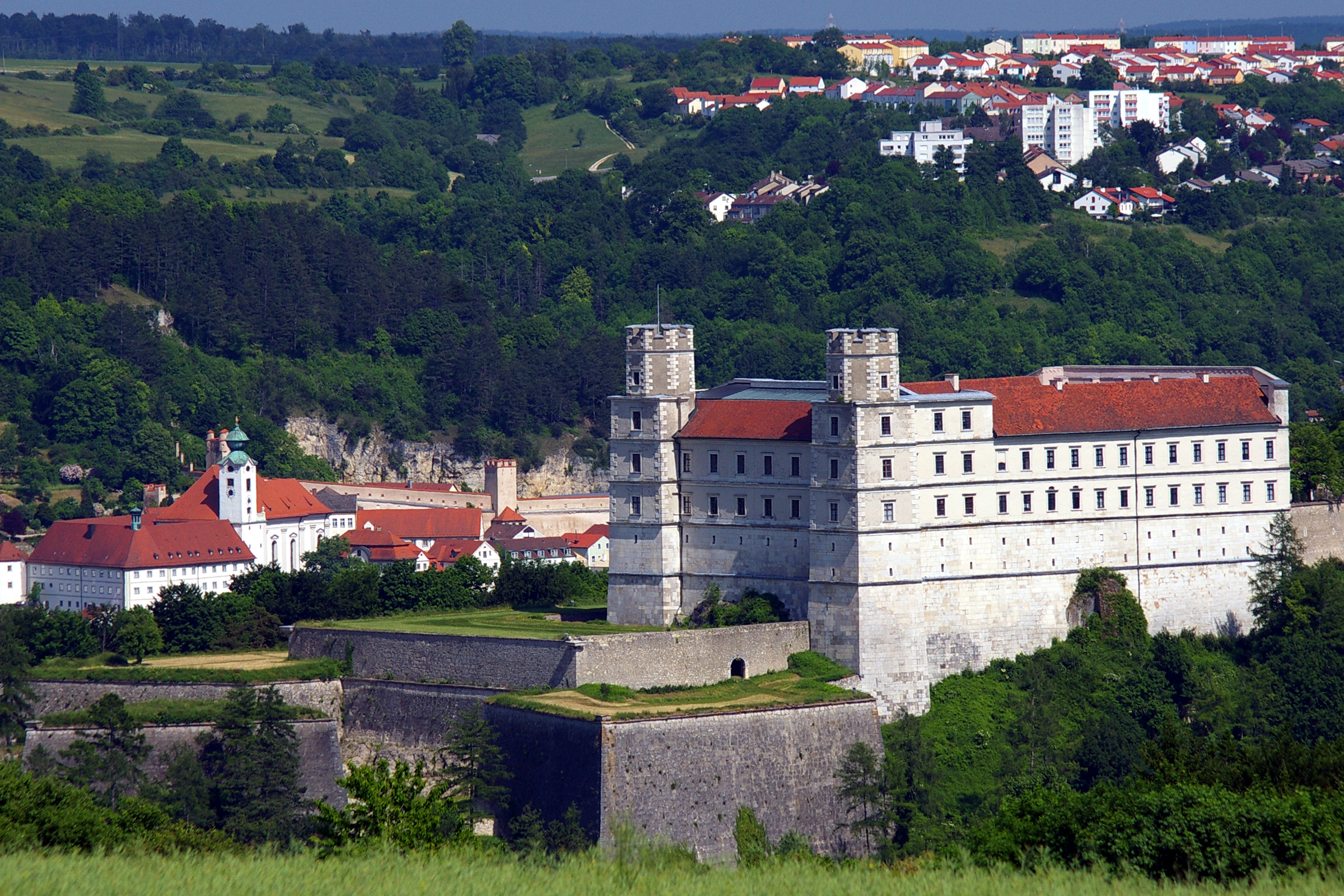
El castillo de Willibald sobre Eichstätt

Eichstätt (pronunciación en alemán: /ˈaɪ̯çʃtɛt/ⓘ), antes también conocida como Eichstädt o Aichstädt, es un pueblo alemán en el estado federado de Baviera, Alemania, y es la capital del distrito de Eichstätt.

## Geografía

### Ubicación
La ciudad se ubica a orillas del río Altmühl, cerca del centro geográfico de Baviera y en triángulo con las ciudades más grandes de Baviera Múnich, Núremberg y Augsburgo. Eichstätt es la ciudad principal de la cuenca del río Altmühl.
El punto más alto de la ciudad es la montaña de la ciudad (en alemán Stadtberg) a 525 m s. n. m., mientras que el punto más bajo se encuentra a 384 m s. n. m. El centro de la ciudad de Eichstätt se halla a una altitud de 393 m s. n. m.

## Historia
San Willibaldo fundó en el 741 el obispado de Eichstätt en el lugar de una estación del imperio romano. La ciudad estuvo en posesión del obispado hasta la secularización en 1802 y pasó a formar parte de Baviera en 1806. Eichstätt fue incorporado como Principado de Eichstätt, el cual Maximiliano I de Baviera encargó a su hijastro Eugène de Beauharnais en 1817. El obispado fue restablecido en 1821.

## Arquitectura
La arquitectura de Eichstätt se caracteriza por sus bellos edificios barrocos construidos durante el dominio sueco en la Guerra de los Treinta Años.

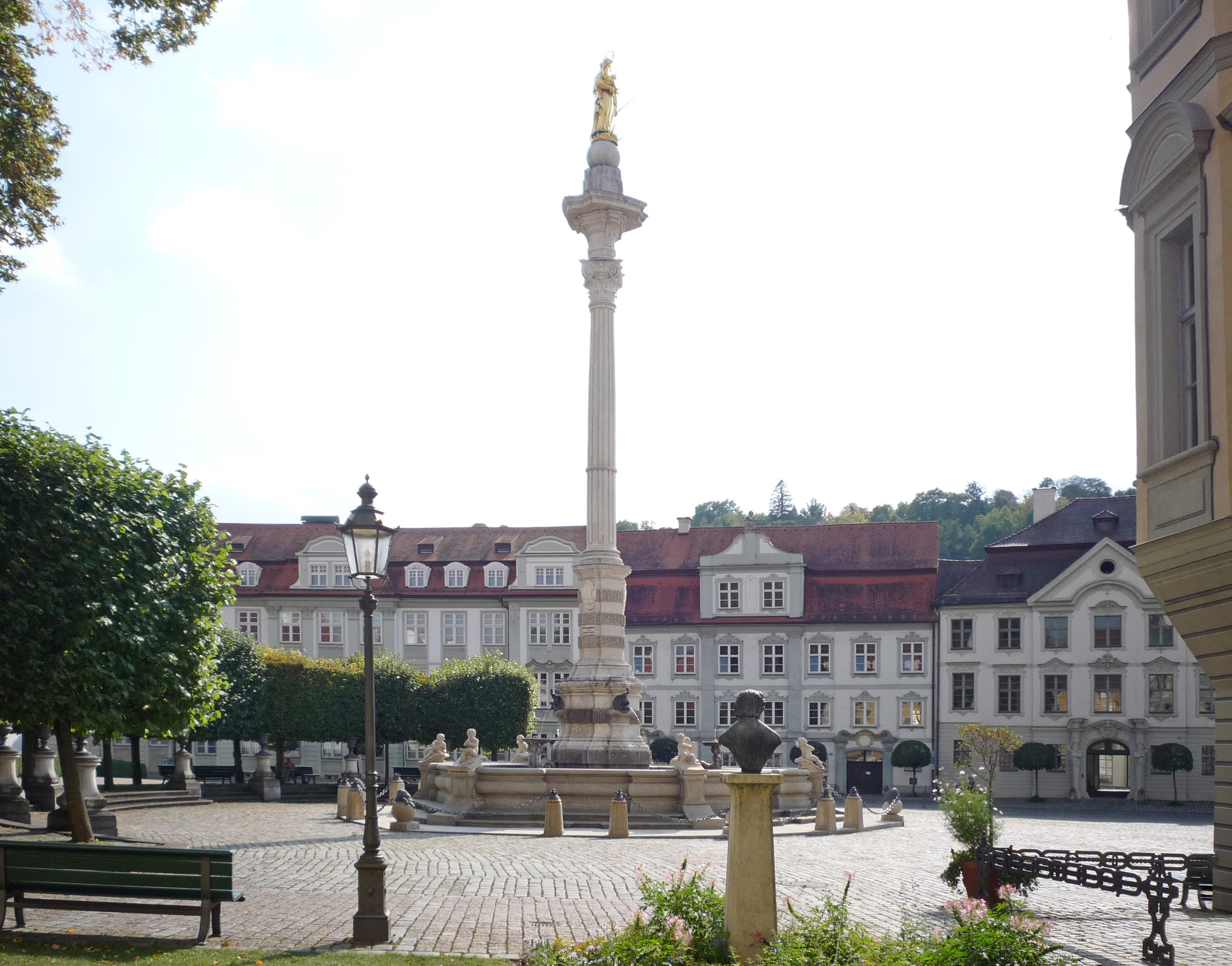
Plaza de la Residencia

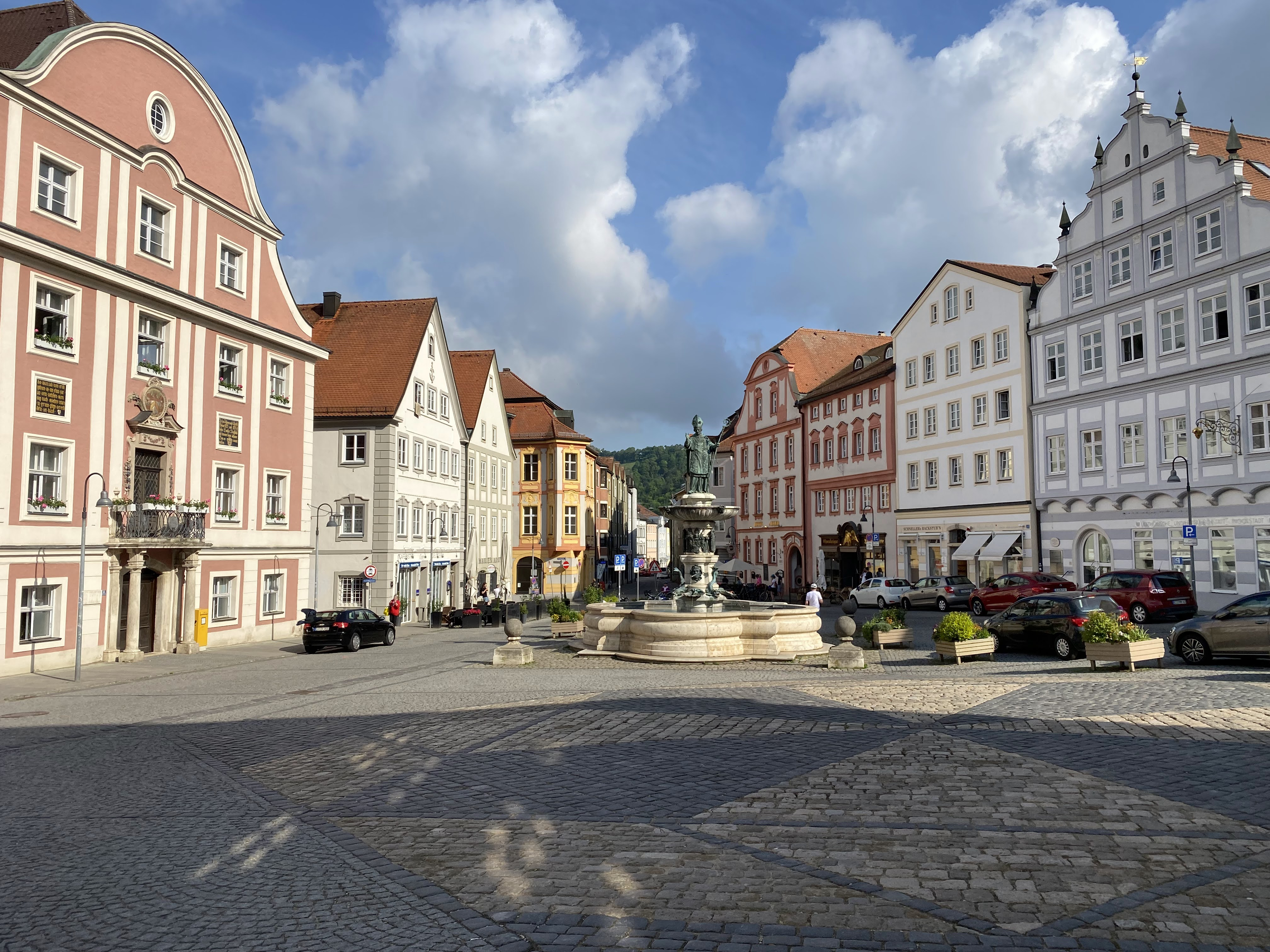
Plaza del Mercado en Eichstätt

## Demografía

### Evolución demográfica
| Año  | Habitantes |
| ---- | ---------- |
| 1840 | 8.453      |
| 1871 | 8.586      |
| 1900 | 9.488      |
| 1925 | 9.782      |
| 1939 | 10.092     |

| Año  | Habitantes |
| ---- | ---------- |
| 1950 | 12.879     |
| 1961 | 12.484     |
| 1970 | 12.958     |
| 1987 | 11.978     |
| 2003 | 13.100     |

| Año  | Habitantes |
| ---- | ---------- |
| 2004 | 12.986     |
| 2006 | 13.721     |
| 2008 | 13.926     |
| 2009 | 13.922     |
| 2010 | 13.722     |

## Economía e infraestructura
En el ámbito económico Eichstätt es conocido principalmente por su industria de piedra sillar. Además Eichstätt es la ciudad con la menor tasa de desempleo de toda Alemania con solo 1,7%.
Eichstätt, con poco más de trece mil habitantes, cuenta con diferentes tipos de escuelas, una catedral, muchas iglesias, bibliotecas, museos e incluso una universidad. Por si esto fuera poco, Eichstätt tiene su propia cervecería, Hofmühl, la cual fue fundada por el obispo Wilhelm de Reichenau en 1492. Esta cerveza de larga tradición ha sido nombrada en la World Beer Championship del año 2013 la mejor cerveza Helles de todo el mundo.
Su gran infraestructura, la baja tasa de desempleo y sus pocos problemas sociales hicieron que la ciudad a orillas del río Altmühl fuese elegida por la revista Focus el año 2014 como la ciudad con la mejor calidad de vida de toda Alemania, por delante de grandes urbes como Múnich, Hamburgo, Colonia o la capital Berlín.

## Educación
Eichstätt es la sede principal de la única universidad católica en Alemania y el mundo de habla alemana, la Universidad Católica de Eichstaett-Ingolstadt.
Esta fue fundada en 1980 y otorga diversos grados académicos incluyendo los de doctorado y profesorado.
|  | Universidad                                   | Fundación | Acrónimo | Tipo                |
|  | --------------------------------------------- | --------- | -------- | ------------------- |
|  | Universidad Católica de Eichstaett-Ingolstadt | 1980      | KU       | Universidad privada |